# 포인트 블랭크 (2019년 영화)
《포인트 블랭크》(Point Blank)는 미국에서 제작된 조 린치 감독의 2019년 액션, 스릴러 영화이다. 2019년 7월 12일 넷플릭스에서 방영했다.

## 출연
주연
- 안소니 마키
- 프랭크 그릴로

조연
- 마샤 게이 하든
- 크리스찬 쿠크
- 티요나 패리스